# Balonmano Ciudad Encantada
Maillots
Actualités
Dernière mise à jour : 15 avril 2024.
Le Balonmano Ciudad Encantada est un club de handball espagnol basé dans la ville de Cuenca. Le club évolue depuis 2009 en Liga ASOBAL, compétition à laquelle il termine deuxième en 2023. 

## Histoire
Le Balonmano Ciudad Encantada est fondé en 1989 lorsqu'il a repris la licence de la TNT Uniexpress, une équipe de San Sebastián de los Reyes (Communauté de Madrid). Le club évolue alors en División de Honor (D1) sous le nom de Madrid-Cuenca mais est relégué au terme de la saison. Renommé Sociedad Conquense, il termine deuxième de 1ª Nacional (D2) et retrouve l'élite où il évolue jusqu'en 1995. Sergueï Bebechko y évolue durant la saison 1992/93
Devenu Balonmano Conquense en 1994 puis BM Ciudad Encantada en 1997, il ne retrouve cette fois-ci pas la Liga ASOBAL et est même relégué en troisième division entre 2000 et 2005. 
Après trois saisons en División de Honor Plata, il est promu en Liga ASOBAL en 2008 et parvient à s'y maintenir. Il atteint même à trois reprises la sixième place en championnat en 2012, 2014 et 2017. Puis la cinquième place en 2018 lui permet de se qualifier pour la première fois pour une coupe d'Europe, la Coupe de l'EHF.
Pour des raisons de naming notamment, le club est successivement renommé Cuenca 2016 entre 2008 et 2011, puis GlobalCaja Ciudad Encantada à compter de 2012 et enfin Liberbank Ciudad Encantada ou Liberbank Cuenca depuis 2016.

### Parcours
| Saison    | Niveau | Division                | Rang         |
| --------- | ------ | ----------------------- | ------------ |
| 1989–1990 | 1      | División de Honor       | 15           |
| 1990–1991 | 2      | 1ª Nacional             | 2            |
| 1991-1992 | 1      | Liga ASOBAL             | 14           |
| 1992-1993 | 1      | Liga ASOBAL             | 14           |
| 1993-1994 | 1      | Liga ASOBAL             | 10           |
| 1994-1995 | 1      | Liga ASOBAL             | 14           |
| 1994-1995 | 1      | Liga ASOBAL             | 15           |
| 1996–1997 | 2      | 1ª Nacional             | 7            |
| 1997–1998 | 2      | División de Honor Plata | 9            |
| 1998–1999 | 2      | División de Honor Plata | 10           |
| 1999–2000 | 2      | División de Honor Plata | 15           |
| 2000–2001 | 3      | 1ª Nacional             | 11           |
| 2001–2002 | 3      | 1ª Nacional             | 6 (Groupe D) |
| 2002–2003 | 3      | 1ª Nacional             | 1 (Groupe D) |
| 2003–2004 | 3      | 1ª Nacional             | 2 (Groupe D) |
| 2004–2005 | 3      | 1ª Nacional             | 2 (Groupe D) |
| 2005-2006 | 2      | División de Honor Plata | 4            |
| 2006-2007 | 2      | División de Honor Plata | 7            |

| Saison    | Niveau | Division                | Rang     |
| --------- | ------ | ----------------------- | -------- |
| 2007-2008 | 2      | División de Honor Plata | 2        |
| 2008-2009 | 1      | Liga ASOBAL             | 13e      |
| 2009-2010 | 1      | Liga ASOBAL             | 10e      |
| 2010-2011 | 1      | Liga ASOBAL             | 8e       |
| 2011-2012 | 1      | Liga ASOBAL             | 6e       |
| 2012-2013 | 1      | Liga ASOBAL             | 10e      |
| 2013-2014 | 1      | Liga ASOBAL             | 6e       |
| 2014-2015 | 1      | Liga ASOBAL             | 14e      |
| 2015-2016 | 1      | Liga ASOBAL             | 11e      |
| 2016-2017 | 1      | Liga ASOBAL             | 6e       |
| 2017-2018 | 1      | Liga ASOBAL             | 5e       |
| 2018-2019 | 1      | Liga ASOBAL             | 8e       |
| 2019-2020 | 1      | Liga ASOBAL             | 5e       |
| 2020-2021 | 1      | Liga ASOBAL             | 6e       |
| 2021-2022 | 1      | Liga ASOBAL             | 5e       |
| 2022-2023 | 1      | Liga ASOBAL             | 2e       |
| 2023-2024 | 1      | Liga ASOBAL             | en cours |

## Personnalités liées au club
Parmi les entraineurs du club, on trouve :
- Goran Džokić (en) : de 2007 à 2010
- Francisco Javier Equisoain (de) : de 2010 à 2014
- Lidio Jiménez : depuis 2014

Parmi les joueurs ayant évolué au club, on trouve :
- David Balaguer : de 2014 à 2015
- Sergueï Bebechko : de 1992 à 1993
- Rafael Capote : de 2009 à 2011
- Federico Gastón Fernández : de 2011 à 2013
- Leonel Maciel : de 2017 à 2021
- Rubén Marchán : de 2012 à 2015
- Dobrivoje Marković : de 2008 à 2011
- Ángel Montoro (en) : de 2018 à 2019
- Lucas Moscariello : de 2018 à 2021
- Jorge Paván : de 2009 à 2012, meilleur buteur du championnat 2011-2012
- Federico Pizarro : depuis 2020
- Ignacio Pizarro : depuis 2021
- Thiago Ponciano : de 2015 à 2022
- Joaquim Nazaré (de) : de 2021 à 2023, meilleur buteur et meilleur arrière droit du championnat 2022-2023
- Pablo Simonet : de 2011 à 2013 et depuis 2020
- Pablo Vainstein : de 2015 à 2021